# Ceracia brachyptera
Ceracia brachyptera är en tvåvingeart som först beskrevs av Thomson 1869.  Ceracia brachyptera ingår i släktet Ceracia och familjen parasitflugor. Inga underarter finns listade i Catalogue of Life.